# Тефик Рющю Арас
Ахмед Тефик Рющю Арас (на турски: Ahmet Tevfik Rüştü Aras) е турски политик от Републиканската народна партия, външен министър на Турция през 1925-1938 година.
Тефик Рющю бей е роден през 1883 година в Чанаккале. Завършва медицинско училище в Бейрут и работи като лекар в Измир, Истанбул и Солун. Там става член на младотурския Комитет за единство и прогрес, където се запознава с Мустафа Кемал Ататюрк.
През 1920 година Арас е избран за пръв път в новосъздадения турски парламент, а малко по-късно е сред основателите на Комунистическата партия на Турция. По-късно преминава към кемалистката Републиканска народна партия и от 1925 година до смъртта на Ататюрк през 1938 година е министър на външните работи.
След въвеждането на фамилиите в Турция, приема името Арас.
През 1937 година председателства една от сесиите на Общото събрание на Обществото на народите. След оттеглянето си от кабинета е посланик на Турция в Лондон (1939-1943).
Тефик Рющю Арас умира на 4 януари 1972 година в Истанбул.